# Dardanele
Dardanele (turško Çanakkale Boğazı, dob. 'preliv Çanakkale', grško Δαρδανέλλια, latinizirano: Dardanéllia), znana tudi kot preliv Galipoli iz Galipolskega polotoka ali iz klasične antike kot Helespont (starogrško Ἑλλήσποντος, latinizirano: Hellēspontos, dob. 'Helsko morje'), je ozek naravni morski preliv in mednarodno pomembna vodna pot v severozahodni Turčiji, ki je del celinske meje med Azijo in Evropo ter ločuje azijsko Turčijo od evropske. Dardanele skupaj z Bosporjem tvorijo Turški preliv.
Eden najožjih prelivov na svetu, ki se uporablja za mednarodno plovbo, Dardanele povezuje Marmarsko morje z Egejskim in Sredozemskim morjem, hkrati pa omogoča prehod v Črno morje z razširitvijo preko Bosporja. Dardanele so dolge 61 kilometrov in široke od 1,2 do 6 kilometrov. Ima povprečno globino 55 metrov z največjo globino 103 metre na najožji točki vzporedno z mestom Çanakkale. Prvi fiksni prehod čez Dardanele je bil odprt leta 2022 z dokončanjem mostu Çanakkale iz leta 1915.
Večina severnih obal preliva vzdolž polotoka Galipoli (turško Gelibolu je redko poseljena, medtem ko južne obale ob polotoku Troada (turško Biga) naseljujejo 110.000 urbanih prebivalcev mesta Çanakkale.

## Imena
Sodobno turško ime Çanakkale Boğazı, kar pomeni 'ožina Çanakkale', izhaja od istoimenskega srednje velikega mesta, ki meji na ožino in samo pomeni 'lončarska utrdba'—iz چاناق (çanak, 'lončenina') + قلعه (kale, 'trdnjava') — glede na znamenito lončenino in keramične izdelke na tem območju ter znamenito osmansko trdnjavo Sultanije.
Dardanele je okrajšava za preliv Dardanele. V osmanskih časih je bil na vsaki strani ožine grad. Ti gradovi so se skupaj imenovali Dardaneli, verjetno poimenovani po Dardanu, starodavnem mestu na azijski obali preliva, ki naj bi svoje ime dobilo po Dardanu, mitskem sinu Zevsa in Elektre. Papazoglu pravi, da ime izhaja od Dardancev na Balkanu.
Starogrško ime Ἑλλήσποντος (Hellēspontos) pomeni 'Helsko morje' in je bilo starodavno ime ozkega preliva. V klasični literaturi so ga imenovali Hellespontium Pelagus, Rectum Hellesponticum in Fretum Hellesponticum. Tako se imenuje po Helle, Atamasovi hčerki, ki je bila tukaj utopljena v mitologiji zlatega runa.

## Geografija
Kot pomorska plovna pot Dardanele povezujejo različna morja vzdolž vzhodnega Sredozemlja, Balkana, Bližnjega vzhoda in zahodne Evrazije ter posebej povezujejo Egejsko morje z Marmarskim morjem. Marmara se nadalje povezuje s Črnim morjem prek Bosporja, medtem ko se Egejsko morje nadalje povezuje s Sredozemljem. Tako Dardanele omogočajo pomorske povezave od Črnega morja vse do Sredozemskega morja in Atlantskega oceana preko Gibraltarja ter Indijskega oceana skozi Sueški prekop, zaradi česar je ključna mednarodna vodna pot, zlasti za prehod blaga, ki prihaja iz Rusije.
Preliv leži na približno 40°13′N 26°26′E / 40.217°N 26.433°E.

### Sedanja morfologija
Preliv je dolg 61 kilometrov in širok od 1,2 do 6 kilometrov, povprečno globoka 55 metrov z največjo globino 103 metre na najožji točki pri Nara Burnu, vzporedno s mestom Çanakkale. Skozi preliv tečeta dva glavna toka: površinski tok teče iz Črnega morja proti Egejskemu morju, bolj slan podvodni tok pa teče v nasprotni smeri.
Dardanele so edinstvene v mnogih pogledih. Zelo ozka in vijugasta oblika preliva je bolj podobna reki. Velja za eno najbolj nevarnih, obljudenih, težavnih in potencialno nevarnih vodnih poti na svetu. Tokovi, ki nastanejo zaradi plimovanja v Črnem morju in Marmarskem morju, so takšni, da morajo ladje na jadra počakati na sidrišču na prave razmere, preden vplujejo v Dardanele.

## Zgodovina
Kot del edinega prehoda med Črnim morjem in Sredozemljem so bile Dardanele vedno velikega pomena s trgovskega in vojaškega vidika in ostajajo strateško pomembne še danes. Je glavna morska dostopna pot za številne države, vključno z Rusijo in Ukrajino. Nadzor nad njim je bil cilj številnih sovražnosti v sodobni zgodovini, zlasti napad zavezniških sil na Dardanele med bitko za Galipoli leta 1915 med prvo svetovno vojno.

### Starogrško, perzijsko, rimsko in bizantinsko obdobje (pred 1454)

#### Grška in perzijska zgodovina
Starodavno mesto Troja je bilo blizu zahodnega vhoda v preliv, azijska obala pa je bila žarišče trojanske vojne. Troja je lahko nadzorovala pomorski promet, ki je vstopal v to življenjsko pomembno vodno pot. Perzijska vojska Kserksa I. in kasneje makedonska vojska Aleksandra Velikega sta prečkali Dardanele v nasprotnih smereh, da bi napadli ozemlja druga druge, leta 480 pred našim štetjem oziroma 334 pred našim štetjem.
Herodot pravi, da je okoli leta 482 pr. n. št. Kserks I. (Darejev sin) dal zgraditi dva pontonska mostova čez širino Helesponta pri Abidosu, da je njegova ogromna vojska lahko prečkala v Grčijo. Ta prehod je Ajshil v svoji tragediji Peržani poimenoval kot vzrok božjega posredovanja proti Kserksu.
Po Herodotu (vv.34) je oba mostova uničila nevihta in Kserks je dal obglaviti odgovorne za gradnjo mostov in prebičat sam preliv. Herodotova zgodovina vii.33–37 in vii.54–58 podaja podrobnosti o gradnji in prečkanju Kserksovih pontonskih mostov. Kserks naj bi nato v preliv vrgel okove, ga udaril s tristo udarci z bičem in ožigosal z razbeljenim železom, medtem ko so vojaki kričali v vodo.
Herodot je komentiral, da je bil to »zelo predrzen način nagovarjanja Helesponta«, vendar nikakor netipičen za Kserksa. (vii.35)
Inženir Harpal naj bi sčasoma pomagal osvajalskim vojskam pri prehodu tako, da je ladje zvezal skupaj z njihovimi premci, obrnjenimi proti toku, in vsaki ladji dodal dve dodatni sidri.
Z vidika starogrške mitologije naj bi bila Hele, Atamasova hči, v legendi o zlatem runu utopljena v Dardanelah. Podobno je bil preliv prizorišče legende o Hero in Leandru, v kateri je zaljubljeni Leander vsako noč preplaval ožino, da bi se srečal s svojo ljubljeno, svečenico Hero, vendar je bil na koncu utopljen v nevihti.

#### Bizantinska zgodovina
Dardanele so bile ključnega pomena za obrambo Konstantinopla v bizantinskem obdobju.
Poleg tega so bile Dardanele pomemben vir dohodka za vladarja regije. V Carigrajskem arheološkem muzeju je na marmorni plošči zakon bizantinskega cesarja Anastazija I. (491–518 n. št.), ki je urejal pristojbine za prehod skozi carinski urad Dardanel. Prevod:
... Kdorkoli si drzne prekršiti te predpise, ne bo več obravnavan kot prijatelj in bo kaznovan. Poleg tega mora imeti upravitelj Dardanel pravico prejeti 50 zlatih litronov, tako da ta pravila, ki jih postavljamo iz pobožnosti, ne bodo nikoli kršena ... ... Ugledni guverner in major prestolnice, ki že ima obe roki polne stvari, se je obrnil na našo visoko pobožnost, da bi reorganiziral vstop in izstop vseh ladij skozi Dardanele... ... Od danes in tudi v prihodnosti, vsakdo, ki želi pri prehodu skozi Dardanele plačati naslednje:

– Vsi vinski trgovci, ki prinašajo vino v prestolnico (Konstantinopolis), razen Kilikijcev, morajo dardanelskim uradnikom plačati 6 folijev in 2 sekstarija vina.

– Na enak način morajo vsi trgovci z oljčnim oljem, zelenjavo in mastjo uradnikom Dardanel plačati 6 folijev. Kilikijski pomorski trgovci morajo plačati 3 folije in poleg tega še 1 keration (12 folijev) za vstop in 2 kerationa za izstop.

– Vsi trgovci s pšenico morajo plačati uradnikom 3 folije na modij in ob odhodu še dodatno vsoto 3 folijev.
Od 14. stoletja so Dardanele skoraj ves čas nadzorovali Turki.

### Osomansko obdobje (1354–1922)
Dardanele so še naprej predstavljale pomembno vodno pot v obdobju Osmanskega cesarstva, ki je leta 1354 osvojilo Galipoli.
Osmanski nadzor nad prelivom se je večinoma nadaljeval brez prekinitev ali izzivov do 19. stoletja, ko je cesarstvo začelo propadati.

#### 19. stoletje
Pridobitev nadzora nad prelivom ali zagotovljen dostop je postal ključni zunanjepolitični cilj Ruskega imperija v 19. stoletju. Med napoleonskimi vojnami je Rusija ob podpori Velike Britanije v Dardanelski operaciji leta 1807 blokirala preliv.
Leta 1833, po porazu Osmanskega cesarstva v rusko-turški vojni 1828–1829, je Rusija pritisnila na Osmane, naj podpišejo pogodbo Hunkiar Iskelesi, ki je zahtevala zaprtje preliva za vojaške ladje nečrnomorskih sil na zahtevo Rusije. To bi dejansko dalo Rusiji proste roke v Črnem morju.
Ta pogodba je vznemirila Osmansko cesarstvo, ki ga je skrbelo, da bi posledice morebitnega ruskega ekspanzionizma v črnomorskih in sredozemskih regijah lahko bile v nasprotju z njihovimi posestmi in gospodarskimi interesi v regiji. Na konvenciji o Londonski ožini julija 1841 so Združeno kraljestvo, Francija, Avstrija in Prusija pritiskale na Rusijo, naj se strinja, da lahko Dardanele v mirnem času prečkajo samo turške vojaške ladje. Združeno kraljestvo in Francija sta pozneje poslali svoje flote skozi preliv, da bi branili donavsko fronto in napadli Krimski polotok med krimsko vojno 1853–1856 – vendar sta to storili kot zaveznici Osmanskega cesarstva. Po porazu Rusije v krimski vojni je pariški kongres leta 1856 uradno potrdil Londonsko konvencijo o ožini. Tehnično je ostal v veljavi v 20. in 21. stoletju.

#### Prva svetovna vojna
Leta 1915 so zavezniki poslali znatne invazijske sile britanskih, indijskih, avstralskih, novozelandskih, francoskih in novofundlandskih vojakov, da bi poskušali odpreti preliv. V bitki za Galipoli so turške čete ukleščile zaveznike na obalah Galipolskega polotoka. Kampanja je škodovala karieri Winstona Churchilla, takrat prvega lorda admiralitete (na položaju 1911–1915), ki je vneto promoviral (neuspešno) uporabo pomorskih sil kraljeve mornarice za odpiranje preliva. Mustafa Kemal Atatürk, poznejši ustanovitelj Republike Turčije, je med kopensko kampanjo služil kot osmanski poveljnik.
Turki so minirali preliv, da bi zavezniškim ladjam preprečili prodor vanje, vendar je v manjših akcijah dvema podmornicama, britanski in avstralski, vendarle uspelo prebiti minska polja. Britanska podmornica je ob Zlatem rogu v Carigradu potopila zastarelo turško predreadnought bojno ladjo. Sredozemske ekspedicijske sile sira Iana Hamiltona niso uspele zavzeti polotoka Galipoli in britanski kabinet je decembra 1915 po osmih mesecih spopadov ukazal njihov umik. Skupno umrlih med zavezniki je bilo 43.000 Britancev, 15.000 Francozov, 8700 Avstralcev, 2700 Novozelandcev, 1370 Indijcev in 49 Novofundlandcev. Skupno število turških smrti je bilo okoli 60.000.
Po vojni je pogodba iz Sèvresa leta 1920 demilitarizirala preliv in postala mednarodno ozemlje pod nadzorom Društva narodov. Neetnično turška ozemlja Otomanskega cesarstva so bila razbita in razdeljena med zavezniške sile, turška jurisdikcija nad ožinami pa je bila omejena.

### Turška republikanska in moderna doba (1923–danes)
Po razpadu Osmanskega cesarstva po dolgotrajni kampanji Turkov v okviru turške vojne za neodvisnost proti zavezniškim silam in osmanskemu dvoru je bila leta 1923 z Lozanskim sporazumom ustanovljena Republika Turčija, ki je vzpostavila večino današnjega suverenega ozemlja Turčije in obnovila prelive na turškem ozemlju, pod pogojem, da jih Turčija ohrani demilitarizirane in dovoli vsem tujim vojaškim ladjam in komercialnim ladjam prosto prečkanje.
Kot del svoje nacionalne varnostne strategije je Turčija nazadnje zavrnila pogoje pogodbe in nato v naslednjem desetletju remilitarizirala območje preliva. Po obsežnih diplomatskih pogajanjih je bila vrnitev formalizirana s konvencijo iz Montreuxa o režimu turških ožin 20. julija 1936. Ta konvencija, ki velja še danes, obravnava ožine kot mednarodno ladijsko pot, hkrati pa Turčiji dovoljuje, da obdrži pravico do omejiti pomorski promet nečrnomorskih držav.
Med drugo svetovno vojno, do februarja 1945, ko je bila Turčija večino časa spopada nevtralna, so bile Dardanele zaprte za ladje vojskujočih se držav. Turčija je februarja 1945 Nemčiji napovedala vojno, vendar med vojno ni uporabila nobenih ofenzivnih sil.
Julija 1946 je Sovjetska zveza Turčiji poslala noto, v kateri je predlagala nov režim za Dardanele, ki bi izključil vse države razen črnomorskih sil. Drugi predlog je bil, da se preliv postavi pod skupno turško-sovjetsko obrambo. To je pomenilo, da bodo Turčija, Sovjetska zveza, Bolgarija in Romunija edine države, ki bodo imele dostop do Črnega morja skozi Dardanele. Turška vlada pa je pod pritiskom Združenih držav te predloge zavrnila.
Turčija se je leta 1952 pridružila Natu, s čimer je njen preliv dobil še večji strateški pomen kot trgovska in vojaška plovna pot.
V zadnjih letih so turški prelivi postale še posebej pomembni za naftno industrijo. Ruska nafta se iz pristanišč, kot je Novorosijsk, izvaža s tankerji predvsem v zahodno Evropo in ZDA preko Bosporja in  Dardanel.

## Prečkanja

### Pomorski
Vode Dardanel dnevno prečkajo številni potniški in avtomobilski trajekti, pa tudi rekreacijski in ribiški čolni, od čolnov do jaht v lasti javnih in zasebnih subjektov.
Ožina doživlja tudi znatne količine komercialnega ladijskega prometa.

### Mostovi
Most Çanakkale 1915 povezuje Lapseki, okrožje Çanakkale, na azijski strani in Sütlüce, vas v okrožju Gelibolu, na evropski strani. Je del načrtovanih širitev turškega nacionalnega avtocestnega omrežja. Dela na mostu so se začela marca 2017, odprli pa so ga 18. marca 2022.

### Podmorski
2 podmorska kabelska sistema, ki prenašata električno energijo na 400 kV, premostita Dardanele za napajanje zahodno in vzhodno od Carigrada. Imajo svoje pristajalne postaje v Lapsekiju in Sütlüceju. Prvi, ki je v severovzhodnem delu ožine, je bil pod napetostjo aprila 2015 in zagotavlja 2 GW prek 6 faz 400 kV AC 3,9 km daleč skozi morje. Drugi, nekako na sredini ožine, je bil junija 2016 še v gradnji in bo zagotavljal podobne zmogljivosti kot prvi.
Oba podmorska daljnovoda prečkata 4 podatkovne linije iz optičnih vlaken, ki so bile prej položene vzdolž ožine. Objavljen zemljevid prikazuje komunikacijske linije, ki vodijo iz Carigrada v Sredozemlje, imenovane MedNautilus in pristajajo v Atenah, na Siciliji in drugod.